# Список письменниць-фантасток

Мері Шеллі, авторка Франкенштайна (1818)

А Б В Г Ґ Д Е Є Ж З І Ї Й К Л М Н О П Р С Т У Ф Х Ц Ч Ш Щ Ю Я

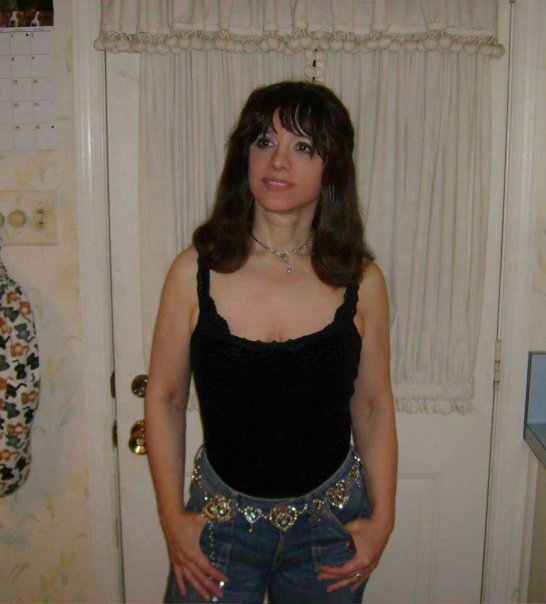
Кетрін Азаро

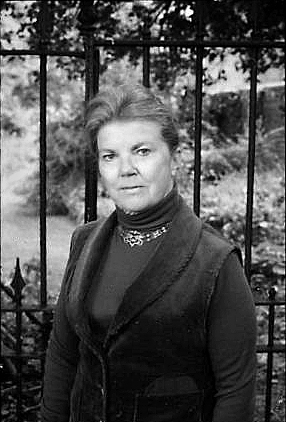
Джоан Айкен

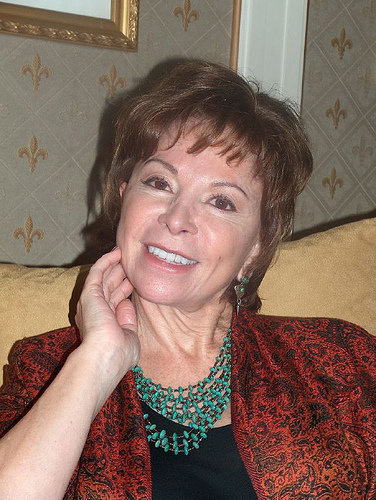
Ізабель Альєнде

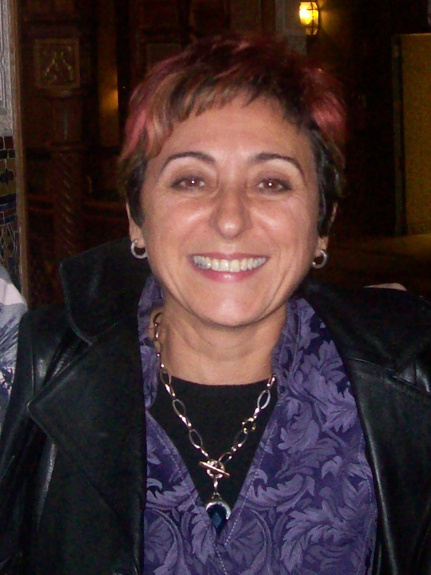
Елія Барсело́

Список фантасток містить лише письменниць, що мають у своїй творчості бодай одну книгу, написану у будь-якому з жанрів фантастики, чи помітні фантастичні твори, не об'єднані у книжковому виданні; список відсортовано в алфавітному порядку. Феміністична наукова фантастика винесена в окрему статтю.

## А
- Вікторія Авеярд
- Аделіна Адаліс
- Кетрін Азаро
- Філліс Айзенштайн
- Джоан Айкен
- Елена Алдунате
- Маріанна Алфьорова
- Ізабель Альєнде
- Лаура Андервуд
- Мотоко Араї
- Келлі Армстронґ[en]
- Елеонор Арнасон[en]
- Кеті Арнольді
- Ільзе Айхінґер
- Саскія Аппел
- Наталія Астахова
- Рене Ахдіх
- І. Л. Ач

## Б

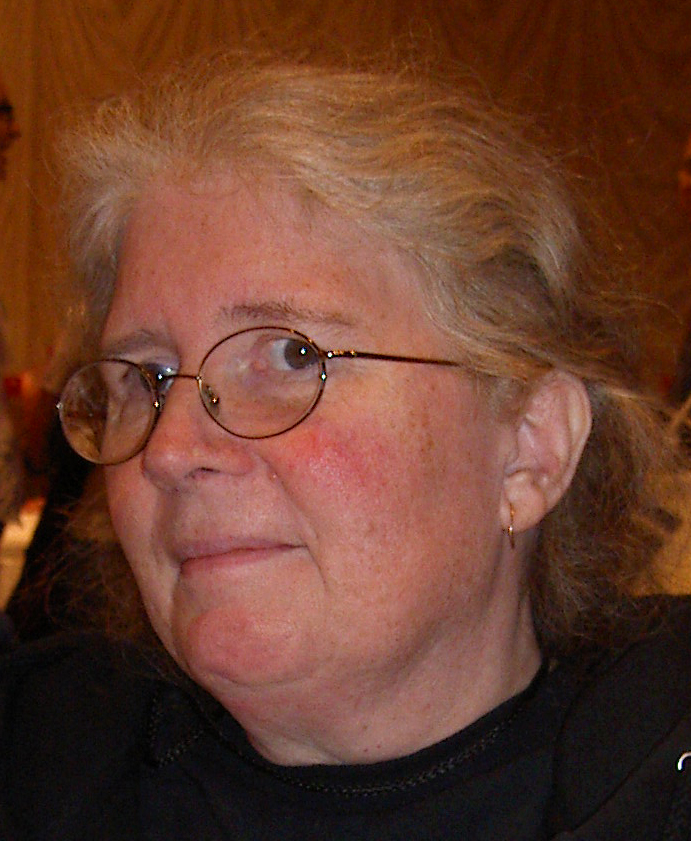
Кейдж Бейкер

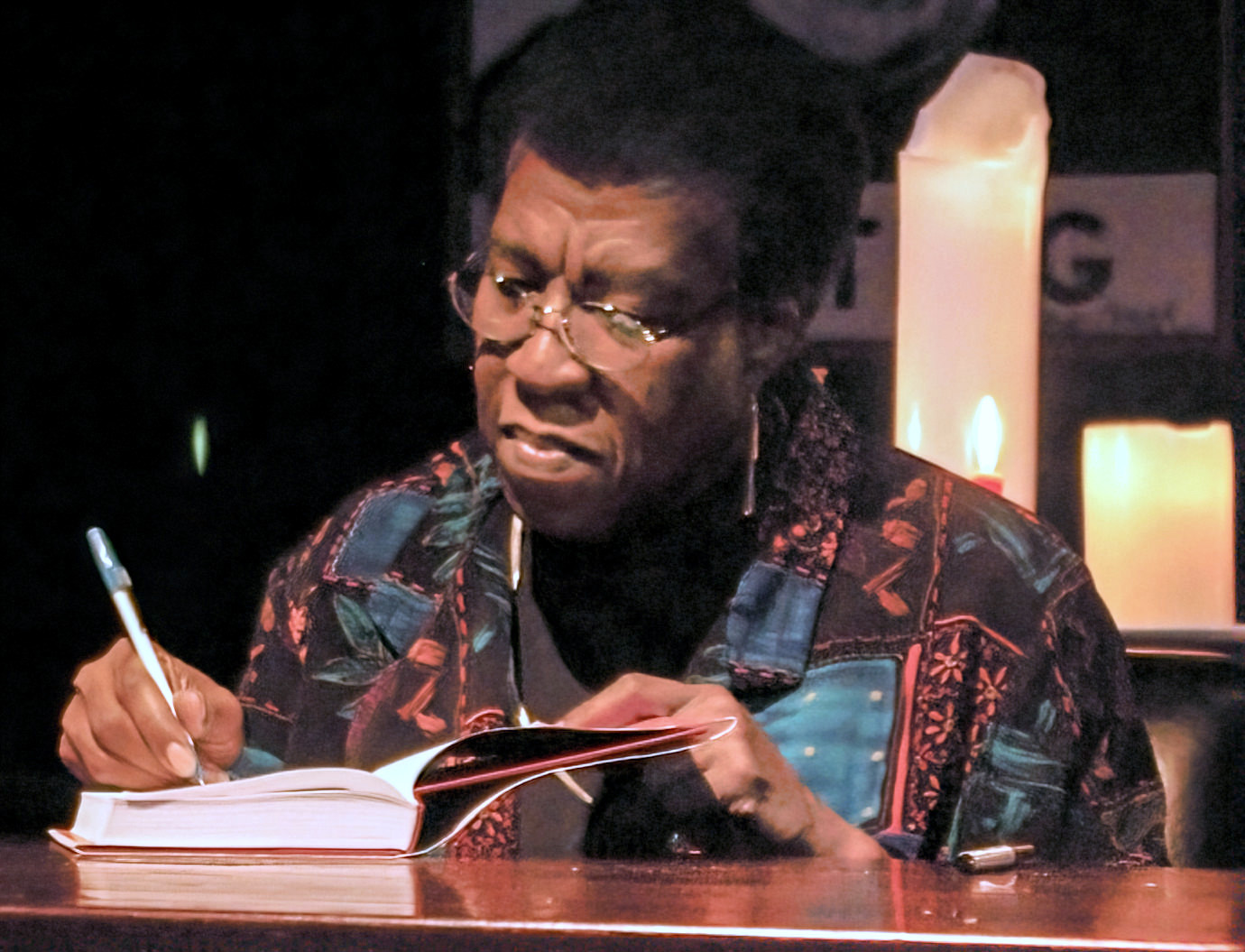
Октавія Батлер

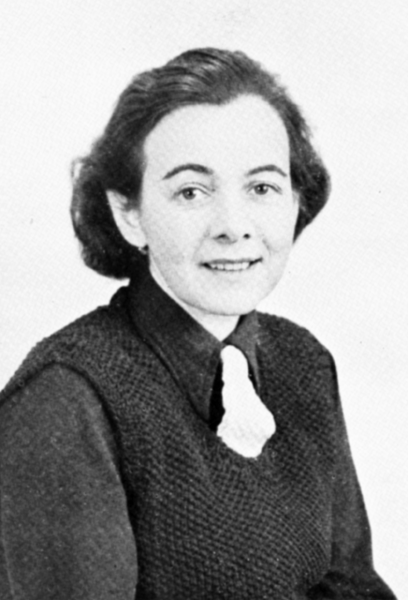
Карін Боє

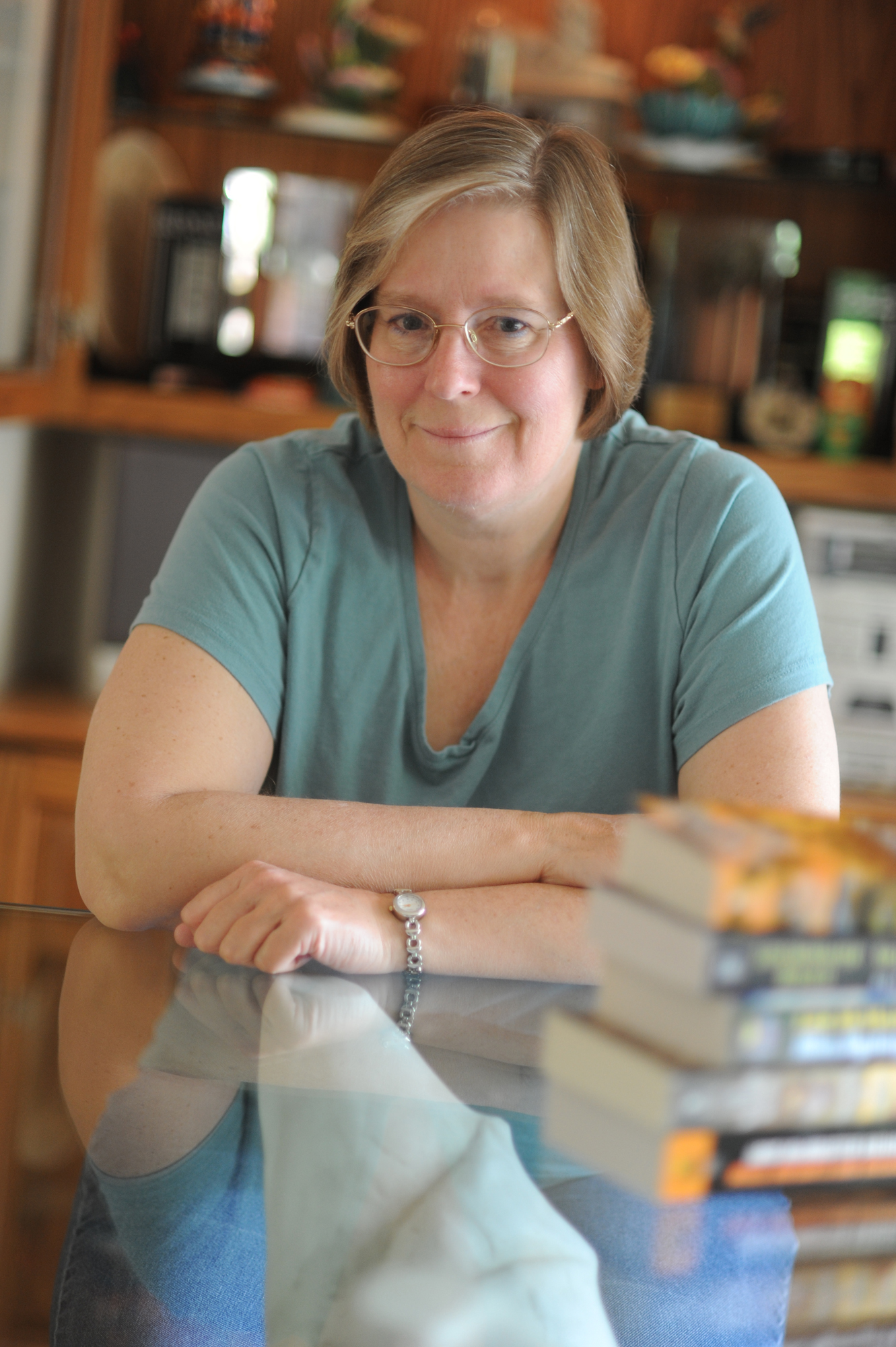
Лоїс Макмастер Буджолд

- Маджорі Барнард
- Елія Барсело
- Мішель Батлер
- Октавія Батлер
- Інґеборґ Бахман
- Еме Беекман
- Кейдж Бейкер
- Лінда Бейкер
- Теа Бекман
- Голлі Бек
- Клер Белл
- Гілларі Белл[en]
- Еймі Бендер
- Ґертруда Беннет
- Марція Джоанна Беннетт
- Марґо Беннетт
- Сильві Берар
- Керол Берг
- Вільгеміна Берд
- Френсіс Годґсон Бернет
- Лакі Берсяняк[fr]
- Джоанна Бертен
- Зофія Бешчинська
- Анна Бжезінська
- Олена Бичкова
- Карола Бідерманнова
- Катерина Білецька[ru]
- Джорджія Бінг
- Елізабет Бір
- Кірстен Бішоп
- Анна Бішоп
- Олена Блавацька
- Енід Мері Блайтон
- Голлі Блек
- Дебора Блейк
- Кетрін Блейк[en]
- Симона де Бовуар
- Альєтт де Бодард[en]
- Карін Боє
- Кірстен Боє
- Марія Луїза Бомбал[en]
- Майя Катрін Бонгофф
- Ґвенда Бонд
- Малгоржата Борковська[pl]
- Люсі Марія Бостон
- Яна Боцман
- Поппі З. Брайт
- Ґерд Брантенберґ
- Йоганна Браун
- Ліліен Джексон Браун
- Розел Джордж Браун
- К. Темпест Бредфорд[en]
- Меріон Зіммер Бредлі
- Петриція Бріґґз[en]
- Лі Бреккет
- Джиліен Бредшоу
- Лоїс Макмастер Буджолд
- Емма Булл
- Кетрін Бурдекін
- Габріела Бустело
- Сесіль Бьодкер
- Ева Бялоленцька
- Лорен Б'юкс
- Дебора Б'янкотті[en]

## В

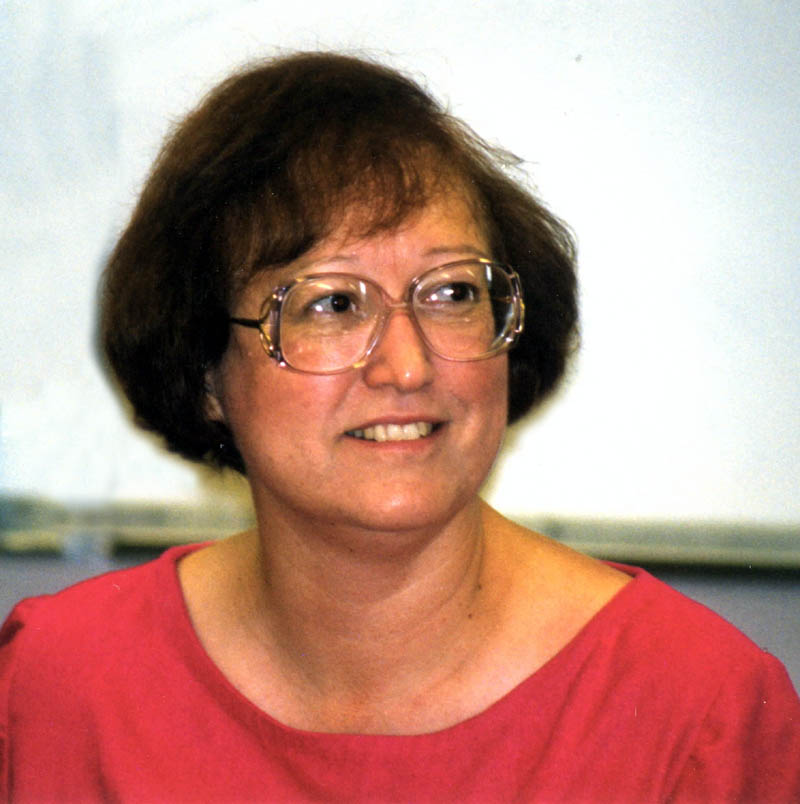
Конні Вілліс

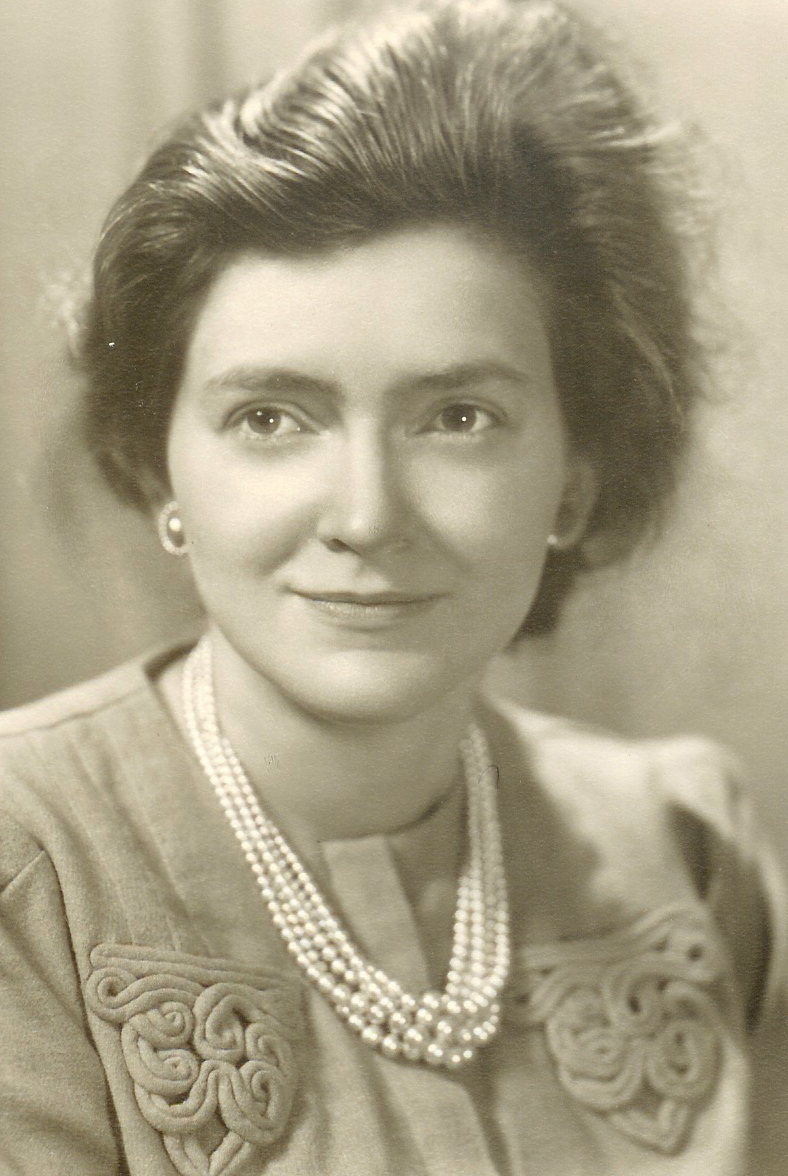
Еванджелін Волтон

- Черрі Вайлдер
- Маргарет Вайс
- Марі-Лорна Ваконсін
- Кетрінн Валенте
- Луїза Валенсуела
- Ніколетті Валлорані
- Енн Вандермеєр
- Людмила Ванькова[cs]
- Альта Вашова
- Кетрін Вебб
- Шерон Вебб
- Анна Велічкова
- Каті Вейтмен[en]
- Марта Веллс
- Жулі Верланже
- Урсула Вернон[en]
- Елізабет Верньє[it]
- Конні Вілліс
- Йсаб'ю С. Вілс[en]
- Джаклін Вілсон
- Дж. Віллоу Вілсон[en]
- Кейт Вільгельм
- Ліз Вільямс[en]
- Сенді Вільямс[en]
- Террі Віндлін[en]
- Джоан Д. Вінжі
- Жоель Вінтербер[en]
- Лорел Вінтер
- Марія Віргинська
- Філліс Вітні
- Муні Вітчер
- Джо Волтон
- Еванджелін Волтон
- Елізабет Вонарбург
- Леся Воронина
- Франтішка Врбенська
- Патриція Вред[en]
- Н. Лі Вуд[en]
- Вірджинія Вулф
- Сабріна Вурвоуліас

## Г

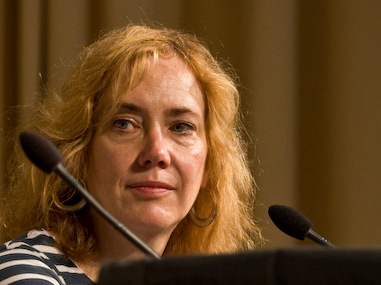
Елізабет Генд

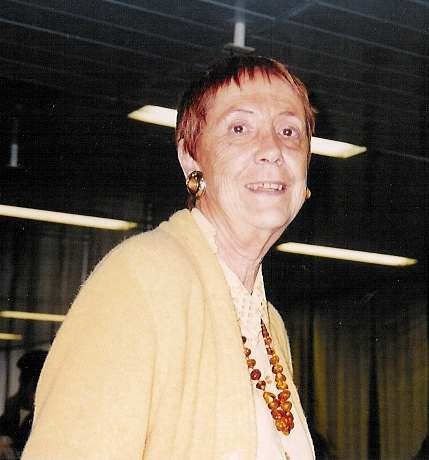
Анхеліка Городішер

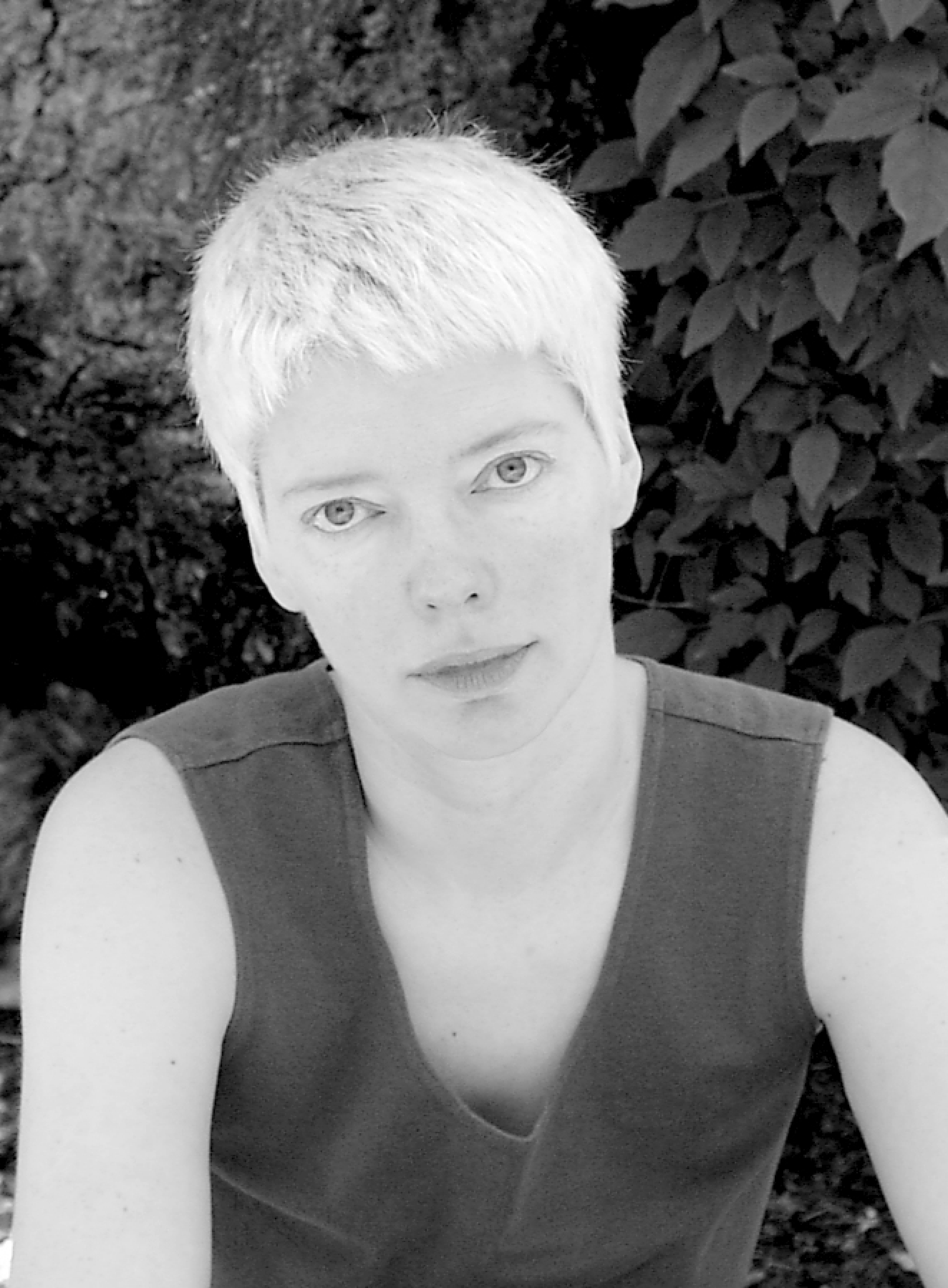
Нікола Ґріффіс

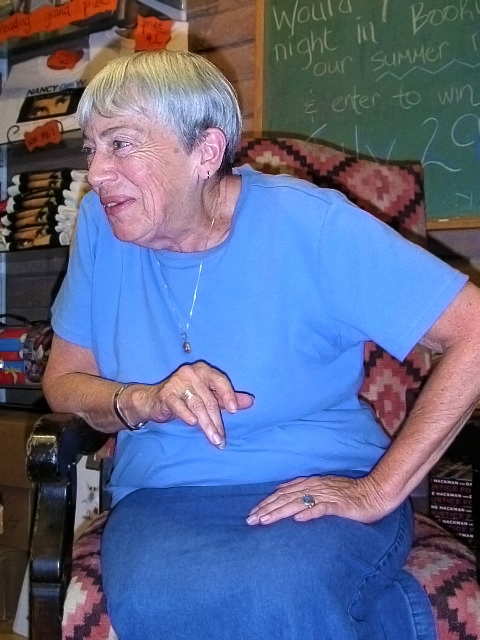
Урсула Ле Ґуїн

- Наталія Гайдамака
- Агнєшка Галас
- Марія Галіна
- Нора Галь
- Теа фон Гарбу
- Жаклін Гапман[fr]
- Клер Вінгер Гарріс
- Шарлейн Гарріс[en]
- Кім Гаррісон
- Марлен Гаусгофер
- Ева Гаусерова
- Таня Гафф
- Елізабет Гейден
- Андреа Херстон
- Лорел Гемілтон
- Елізабет Генд
- Зенна Гендерсон
- Кемерон Герлі[en]
- Іва Герчикова
- Шарлотта Перкінс Гілман
- Тетяна Гнедіна
- Гейден Говард
- Пет Годжилл
- Аманда Гокінґ[en]
- Ненсі Голдер
- Сера Голл[en]
- Сесилія Голланд[en]
- Гайке Гольбайн[en]
- Нало Гопкінсон
- Мирослава Горностаєва
- Анхеліка Городішер
- Ніна Кірікі Гоффман[en]
- Ширлі Лі Гоффман[en]
- Нікола Гріффіт
- Аріадна Громова
- Олена Грушко
- Габріела Гурська
- Зенна Г'юз[en]

## Ґ
- Сара Ґальярдо[es]
- Ейлін Ґанн[en]
- Барабара Ґарласчеллі[it]
- Жуана Мануела Ґорріті
- Елізабет Ґаскелл
- Даяна Ґебелдон
- Тесс Ґеррітсен
- Шира Ґласссмен
- Моллі Ґлосс[en]
- Лайза Ґолдштайн[en]
- Філліс Ґотліб
- Надін Ґордімер
- Теодора Ґосс[en]
- Хіромі Ґото
- Діана Геблдон
- Марія Ґріпе
- Мері Ґріфффіс[en]
- Урсула Ле Ґуїн
- Елен Ґуон[en]
- Кетлін Енн Ґунан[en]

## Д
- Сера Даґлас[en]
- Сесилія Дарт-Торнтон[en]
- Валерія Даувальдер
- Жанна-А Деба
- Наталія Дев'ятко
- Сильвія Дей[en]
- Барбара Деляпляс[en]
- Сільві Дені
- Чарлі Джейкоб[en]
- Філіс Дороті Джеймс
- Маргарет Шторм Джеймісон[en]
- Ширлі Джексон
- Н. К. Джемісін
- Джейн Дженсен
- Мері Джентл
- Ґрір Джилмен[en]
- Керолін Ів Джилмен[en]
- Кійдж Джонсон
- Мароза Ді Джорджіо
- Тамара Сілвер Джоунз[en]
- Ґвінет Джоунз
- Даринда Джоунз[en]
- Діана Вінн Джоунз
- Керрі Джоунз[en]
- Белла Діжур
- Кара Докі[en]
- Соня Дормен[en]
- Кендас Джейн Дорсі[en]
- Делайла С. Доусон
- Ельжбета Дружбацька
- Яна Дубинянська
- Валентина Дудич-Лупеску
- Діана Дуейн[en]
- Доранна Дьорджин[en]
- Тананарів Дю
- Марина Дяченко
- Аліна Д'якону[es]

## Е

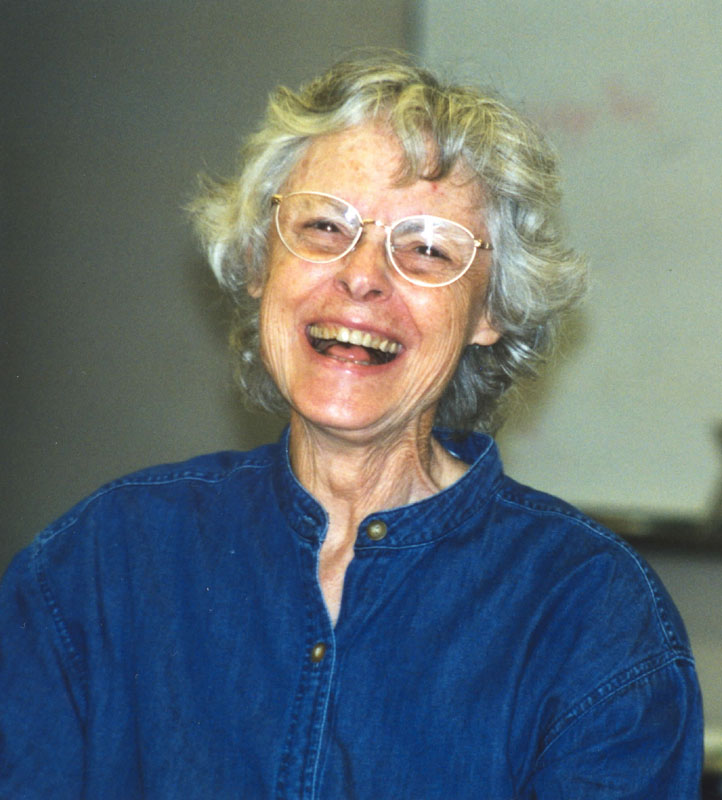
Керол Емшвіллер

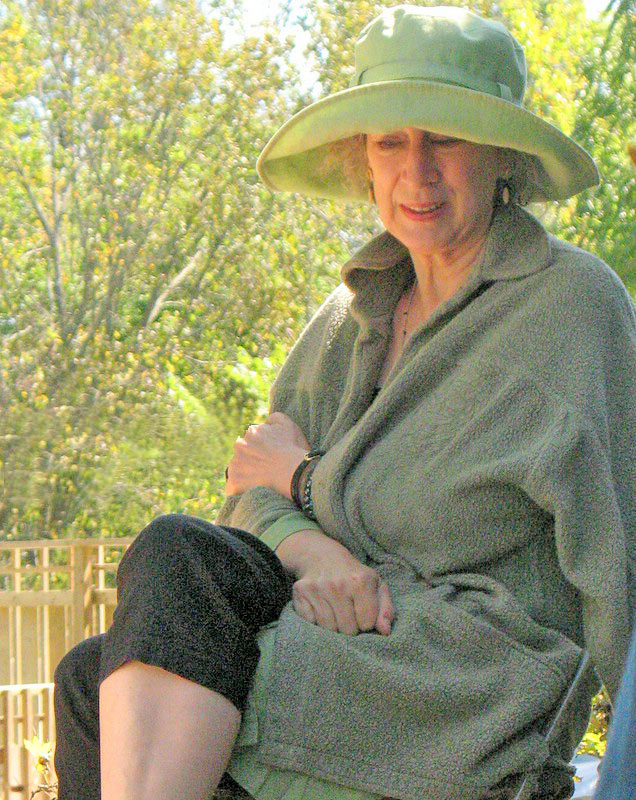
Маргарет Етвуд

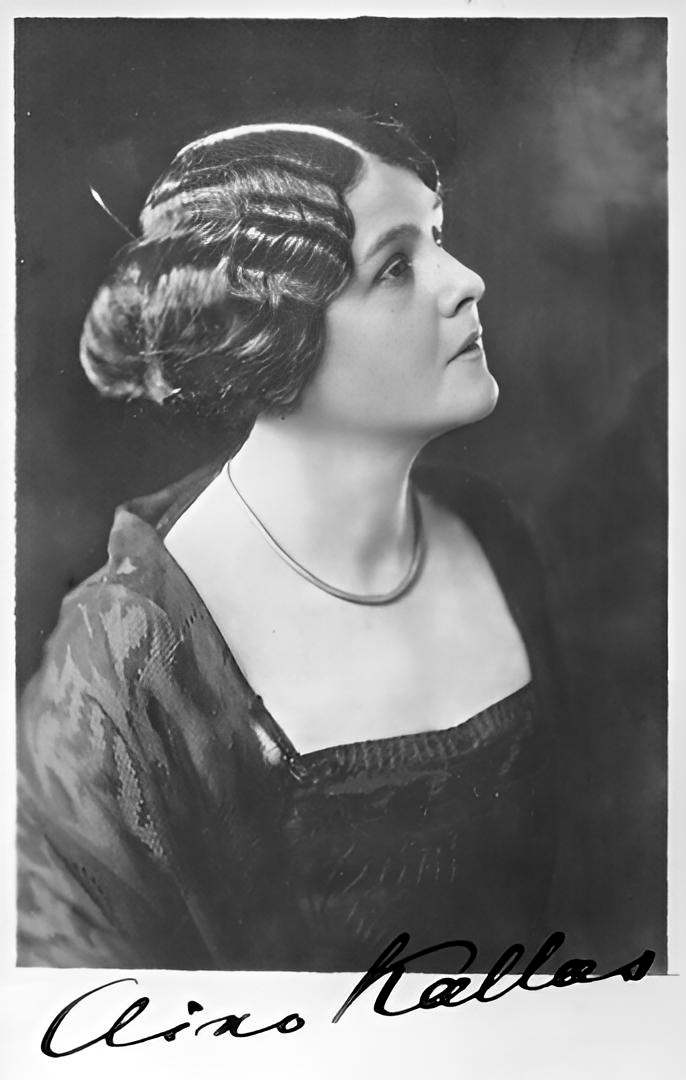
Айно Каллас

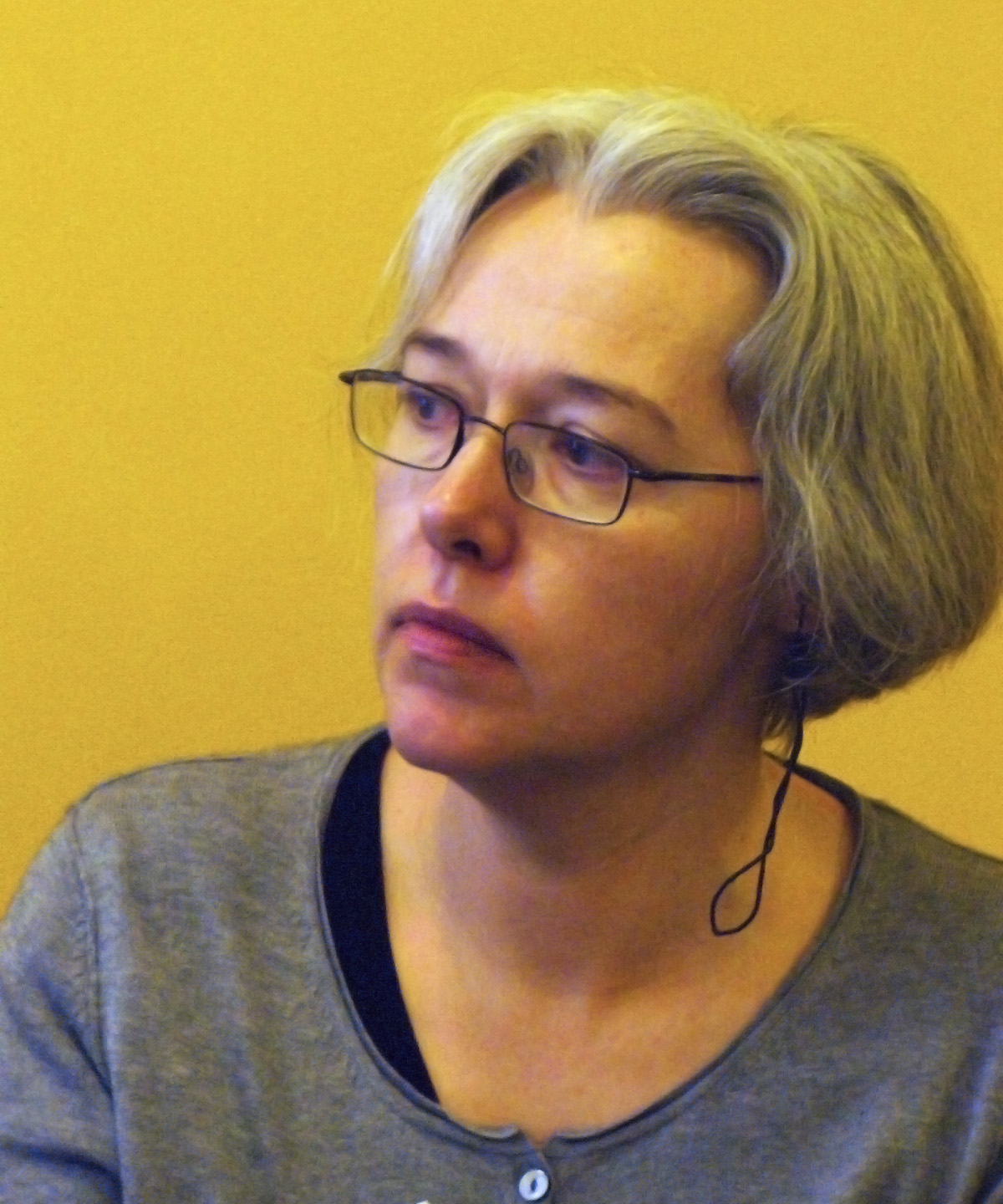
Сюзанна Кларк

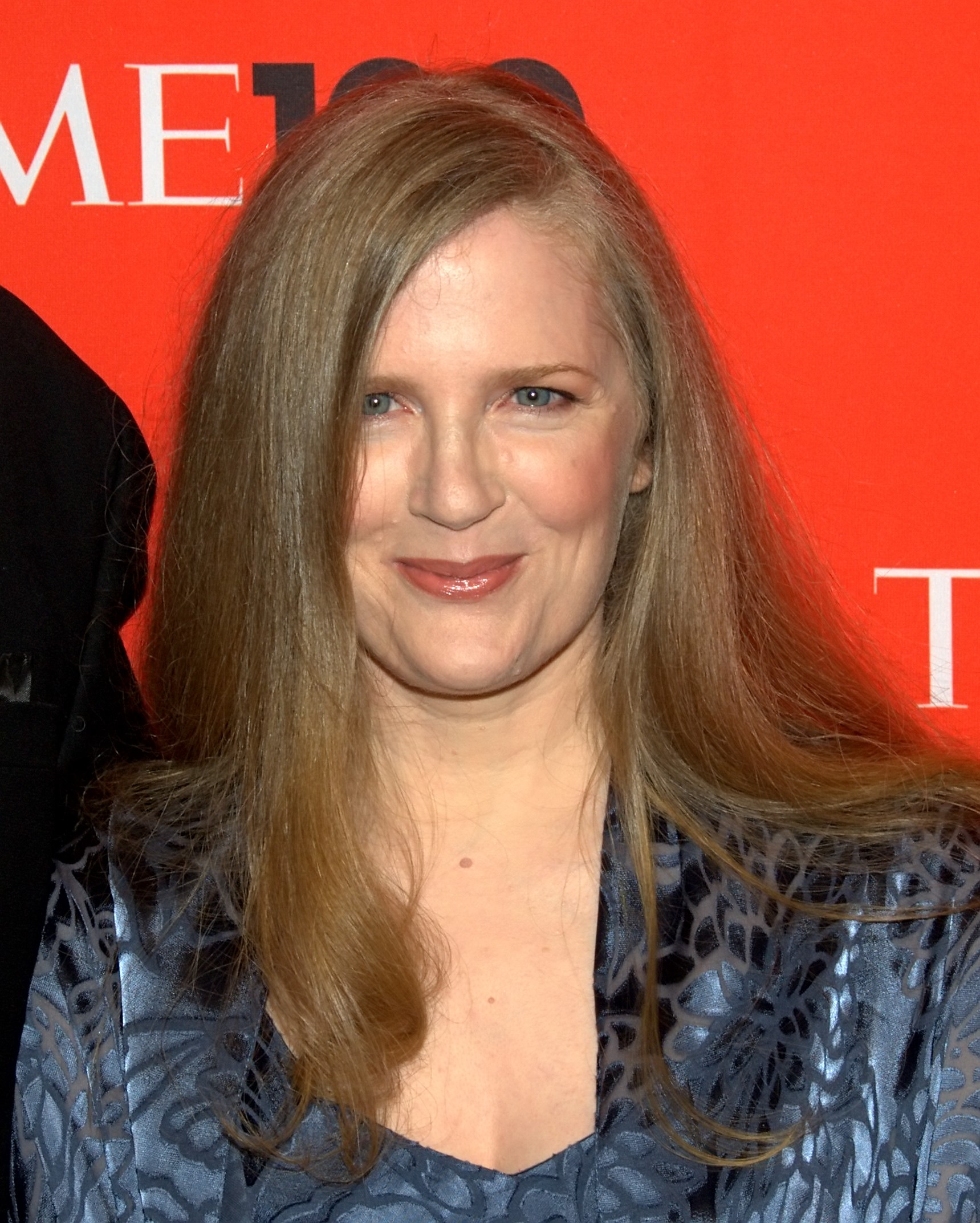
Сюзанна Коллінз

- Лінн Еббі
- Ерін М. Еванс[en]
- Лі Еванс
- Генрієтта Еверетт
- Ґленда Едамс[en]
- Кеті Акер
- Джулія Еклер[en]
- Сьюзет Гейден Елджин
- Луїза Мей Елкотт
- Керен Ендерсон
- Мері Ендерсон
- Мері Енг
- Наталі Еннеберг
- Петриція Ентоні
- Луїс Ердріч
- Марі-Жанні Еретьє[en]
- Келлі Ескрідж[en]
- Лаура Еск'ювел[es]
- Дженіфер Естеп(інші мови)
- Маргарет Етвуд
- Джин Марі Еуел
- Ненсі Ечеменді[en]

## Є
- Крісті Єнт
- Ізабель Єп

## Ж
- Марі Жакобер
- Віра Желіховська
- Валентина Журавльова

## З
- Марія Юлія Залеська
- Ребекка Занетті[en]
- Захарова Лариса Володимирівна
- Сера Зеттел
- Пемела Золайн

## І
- Ангеліна Ілієва
- Доріс Іґен[en]
- Кетрін Іґен
- Еммі Ітяранта
- Лаура Іуріо[it]

## Й
- Бренна Йованофф
- Еріка Йогансен
- Ганна Йогансон[en] (1939 —)
- Джейн Йолен
- Пет Йорк
- Фумі Йошинага[en]

## К

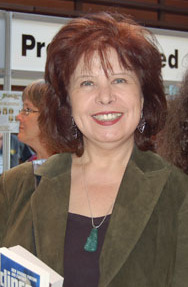
Ненсі Кресс

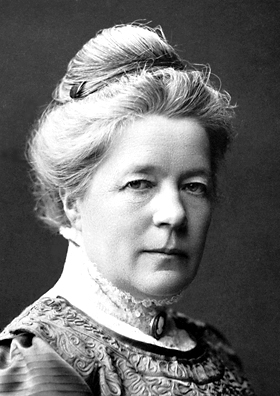
Сельма Лагерлеф

- Анна Каван[en]
- Маргарет Кавендіш
- Вільма Кадлечкова[cs]
- Дженет Каґан
- Ольга Кай
- Петриція Даєна Какек[en]
- Айно Каллас
- Кейт ді Камілло
- Труді Канаван[en]
- Марія Канн
- Анна Каньтох
- Ізобелла Кармоді[en]
- Джейдж Карр[en]
- Раї Карсон[en]
- Анджела Картер
- Ана Кастілло
- Крістін Кешор
- Абелін Кваймулліна[en]
- Пет Кедіген
- Елінор Кемерон[en]
- Лі Кеннеді[en]
- Жаклін Кері
- Пет Кедіген
- Ґейл Керріґер
- Кетрін Керр[en]
- Леонора Керрінгтон
- Крістін Кешор
- Кейтлін Кірнан[en]
- Селін Кірнан[en]
- Лі Кіллоу[en]
- Марта Кісель
- Лаура Кіхано
- Сюзанна Кларк
- Еллен Кледжес[en]
- Джо Клейтон
- Кассандра Клер
- Мілдред Клінґерман
- Льоне Кобербьоль
- Любов Коваленко
- Мері Робінетт Коваль[en]
- Кресіда Ковел
- Людмила Козинець
- Каті Койя[en]
- Тейлор Колдвелл[en]
- Мойра Колдекотт
- Ненсі Коллінз[en]
- Сюзанна Коллінз
- Алла Конова[ru]
- Наталія Конотопець
- Шторм Константайн[en]
- Марі Кореллі
- Дара Корній
- Моніка Корріво[fr]
- Майя Лідія Коссаковська
- Елізабет Костова
- Хуаніта Коулсон
- Ненсі Кресс
- Наомі Кріцер[en]
- Лена Крон[en]
- Кетрін Крук-де Кемп
- Магдалена Кубасевич
- Хайке Кубаш[en]
- Рашель де Куероз[en]
- Віра Кузнецова
- Каору Курімото
- Бренда Купер[en]
- Луїза Купер[en]
- Юміко Курахаші[en]
- Меган Курашиге
- Кетрін Курц
- Еллен Кушнер

## Л

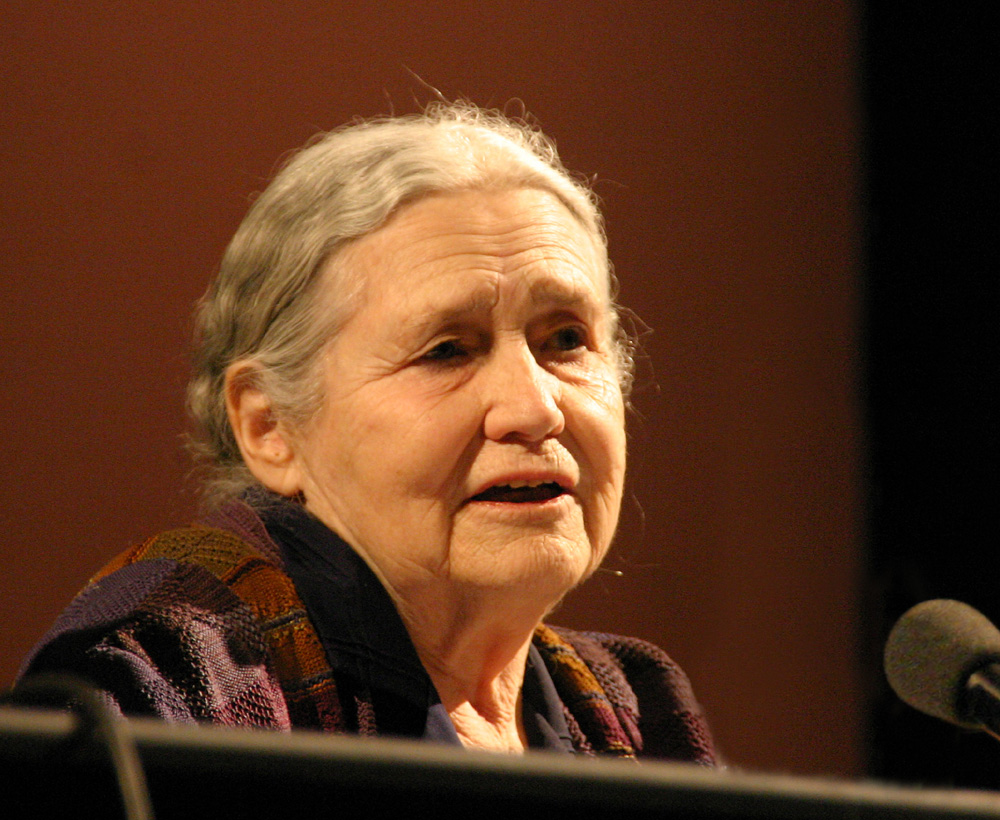
Доріс Лессінґ

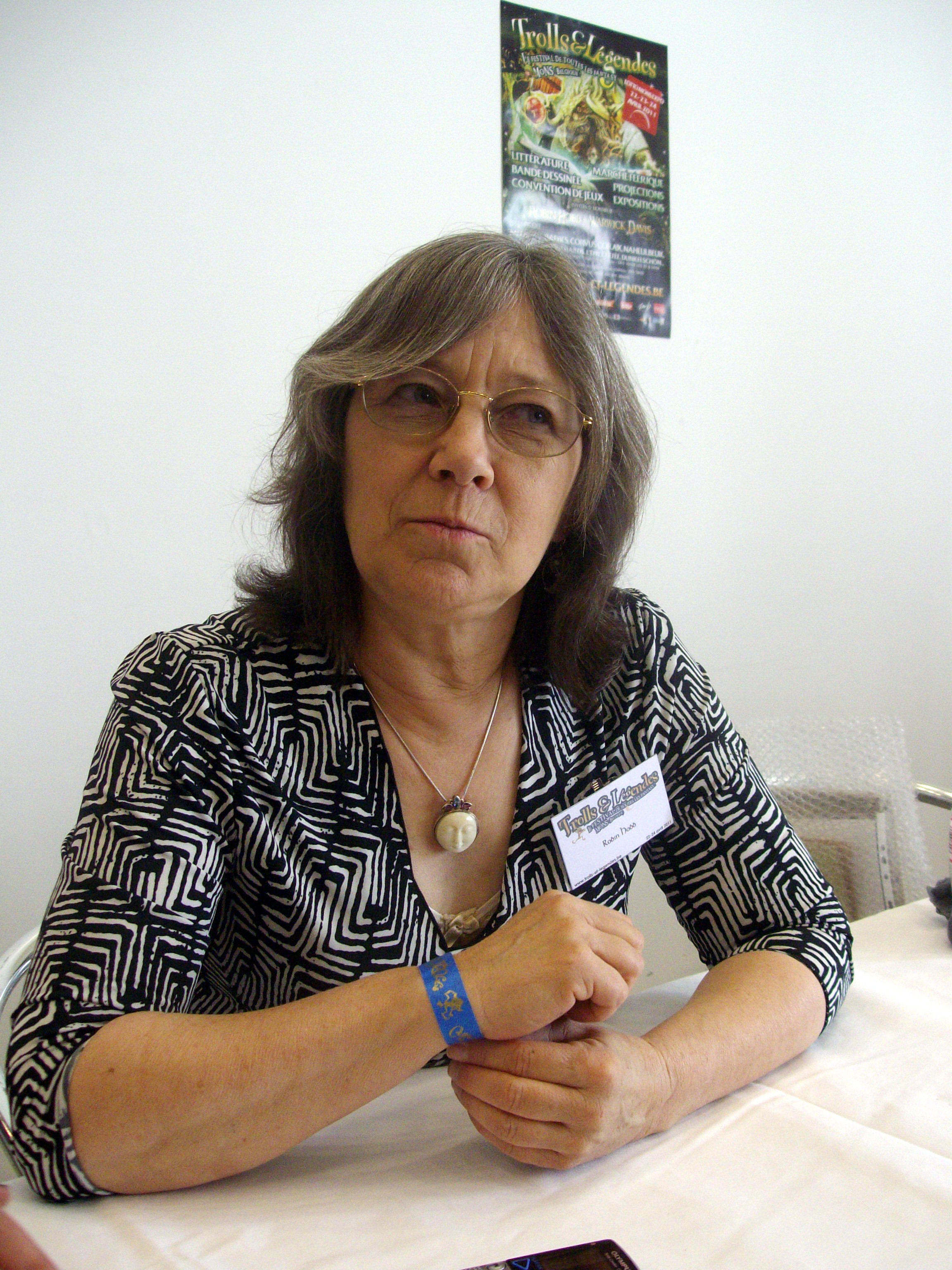
Маргарет Ліндгольм

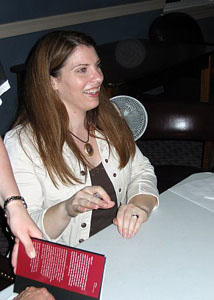
Стефені Маєр

- Розалін Лав[en]
- Сельма Лагерлеф
- Ларісса Лай
- Голлі Лайсл[en]
- Роберта Ланнес[en]
- Жустін Ларбалестьє[en]
- Ольга Ларіонова
- Марґаніта Ласкі[en]
- Джейн Лаудон[en]
- Юлія Латиніна
- Сюзанн Лафлер
- Луїза Мерседес Левінсон[es]
- М. Бредлі Лейн
- Сильві Лейн[en]
- Енн Лекі
- Мерседес Лекі
- Марго Ленеґен
- Мадлен Л'Енґл
- Доріс Лессінг
- Елізабет Леслі
- Вернон Лі[en]
- Мері Сун Лі[en]
- Шерон Лі[en]
- Теніт Лі
- Антоніна Лідтке
- Маргарет Ліндгольм
- Астрід Ліндгрен
- Келлі Лінк
- Джоді Лінн-Най[en]
- Елізабет Е. Лінн
- Джейн Лінскольд[en]
- Жаклін Ліхтенберг[en]
- Мелінда Ло
- Карен Лорд
- Джин Лорра[en]
- Кетрін Лоуренс[en]
- Лоїс Лоурі
- Марі Лу
- Лада Лузіна
- Лусє Лукачовічкова
- Любов Лукіна
- Ядвіга Лущевська
- Тамара Луяк
- Весела Люцканова

## М

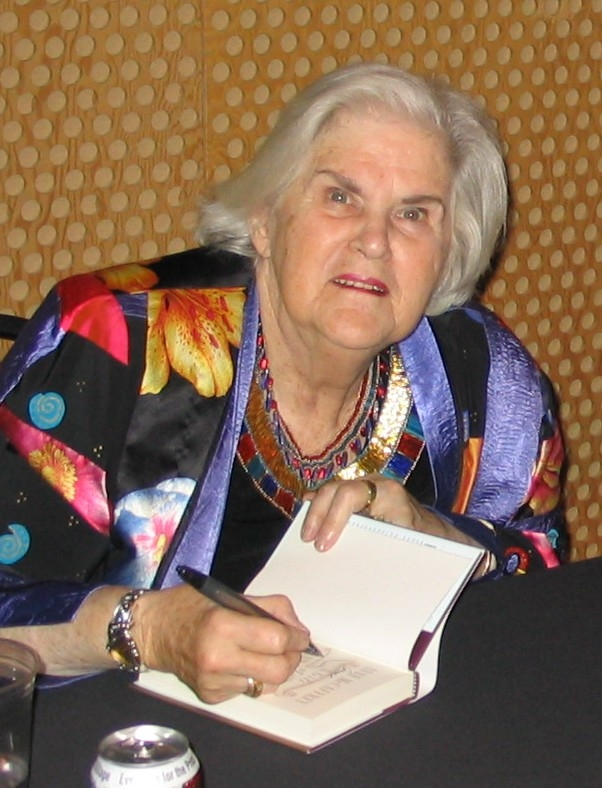
Енн Маккефрі

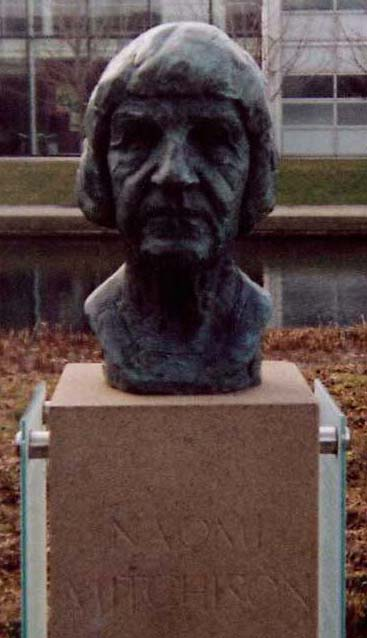
Наомі Мітчісон

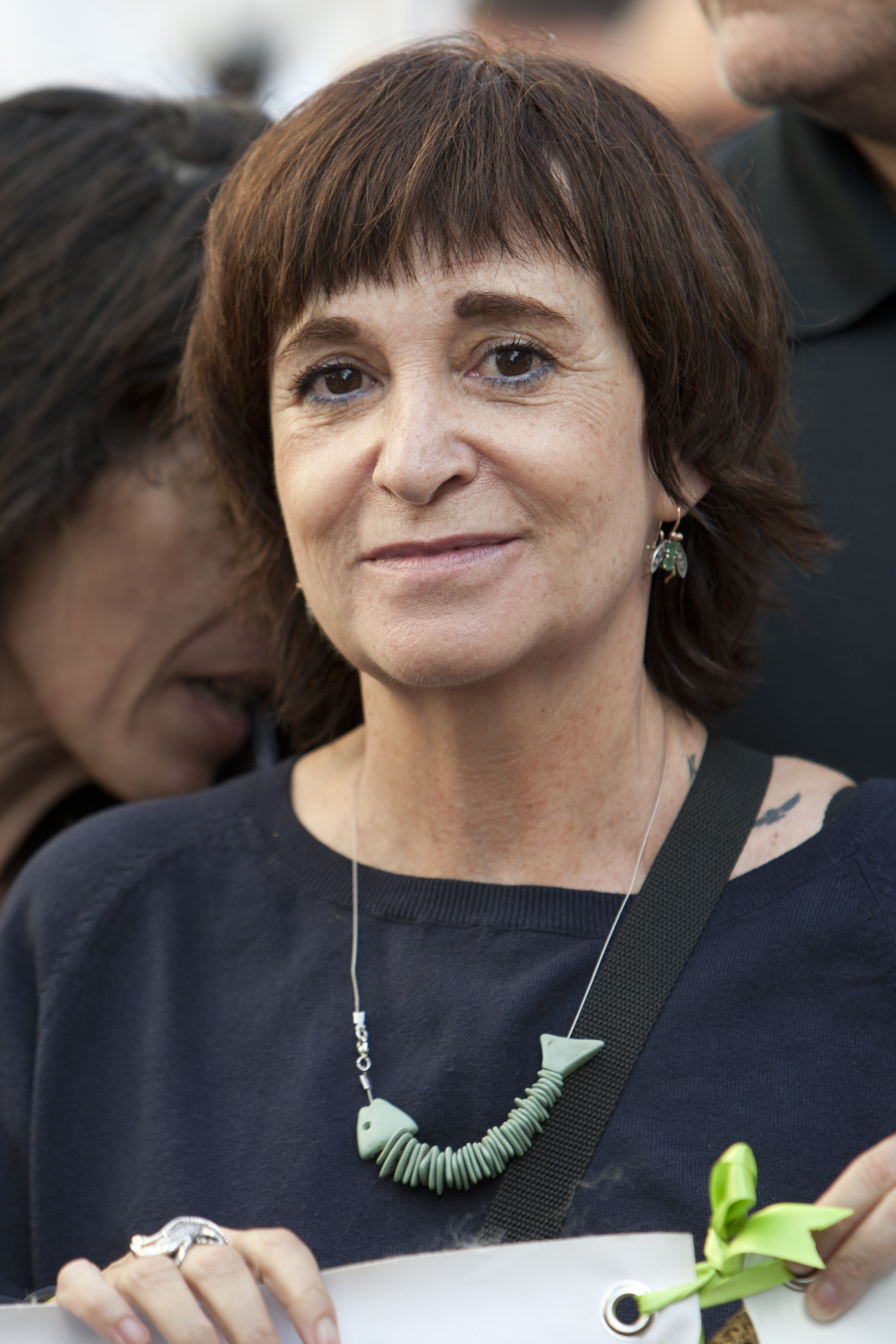
Роса Монтеро

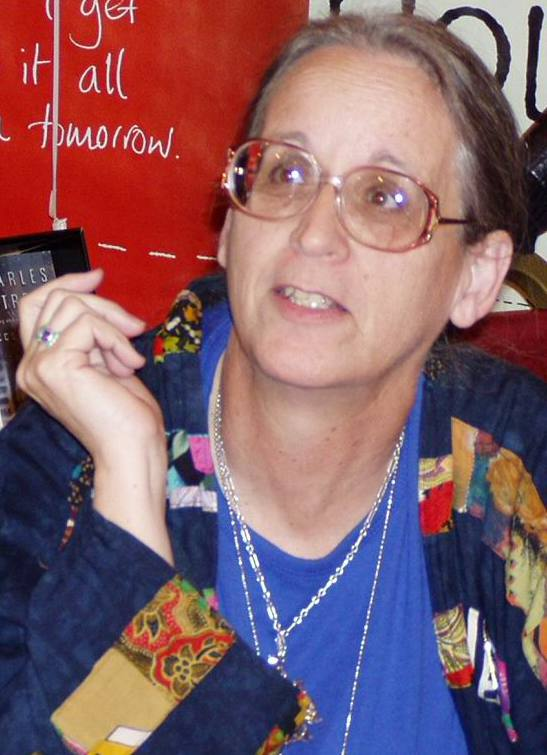
Елізабет Мун, 2005

- Марісса Маєр
- Маріанна Малина
- Стефені Маєр
- Марія Маєрова
- Сінан Макгвайр[en]
- Морін Ф. Макг'ю
- Роберта Мак-Евой
- Вонда Мак-Інтайр
- Енн Маккефрі
- Фіона Макінтош[en]
- Робін Маккінлі
- Петриція Е. Маккіліп
- Кетрін Маклін
- Елеонора Мандалян
- Емілі Сент-Джон Мандел
- Джульєт Маріллер
- Валері Мартін[en]
- Даніель Мартіньйоль[fr]
- Сюзанна Маршаль
- Женевьєв Масіньйон[en]
- Жюстін Маск
- Тагера Мафі
- Джуліен Мей
- Ардас Мейгар
- Лайза Мейсон[en]
- Кетрін Менсфілд
- Джудіт Мерріл
- Маргарет Мехі[en]
- Сайн Мітчелл[en]
- Наомі Мітчісон
- Міюкі Міябе
- Роса Монтеро
- Яна Моравцова
- Ерін Морґенштерн
- Ірмтрауд Морґнер[de]
- Кріс Моріарті[en]
- Дженет Морріс[en]
- Тоні Моррісон
- Лайза Мортон
- Анна Олімпія Мостовська
- Джильда Муза
- Кетрін Люсіль Мур
- Пет Мерфі
- Стефені Маєр
- Елізабет Мун

## Н

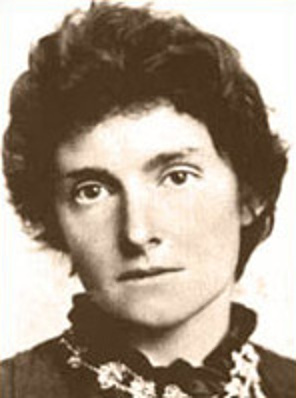
Едіт Несбіт

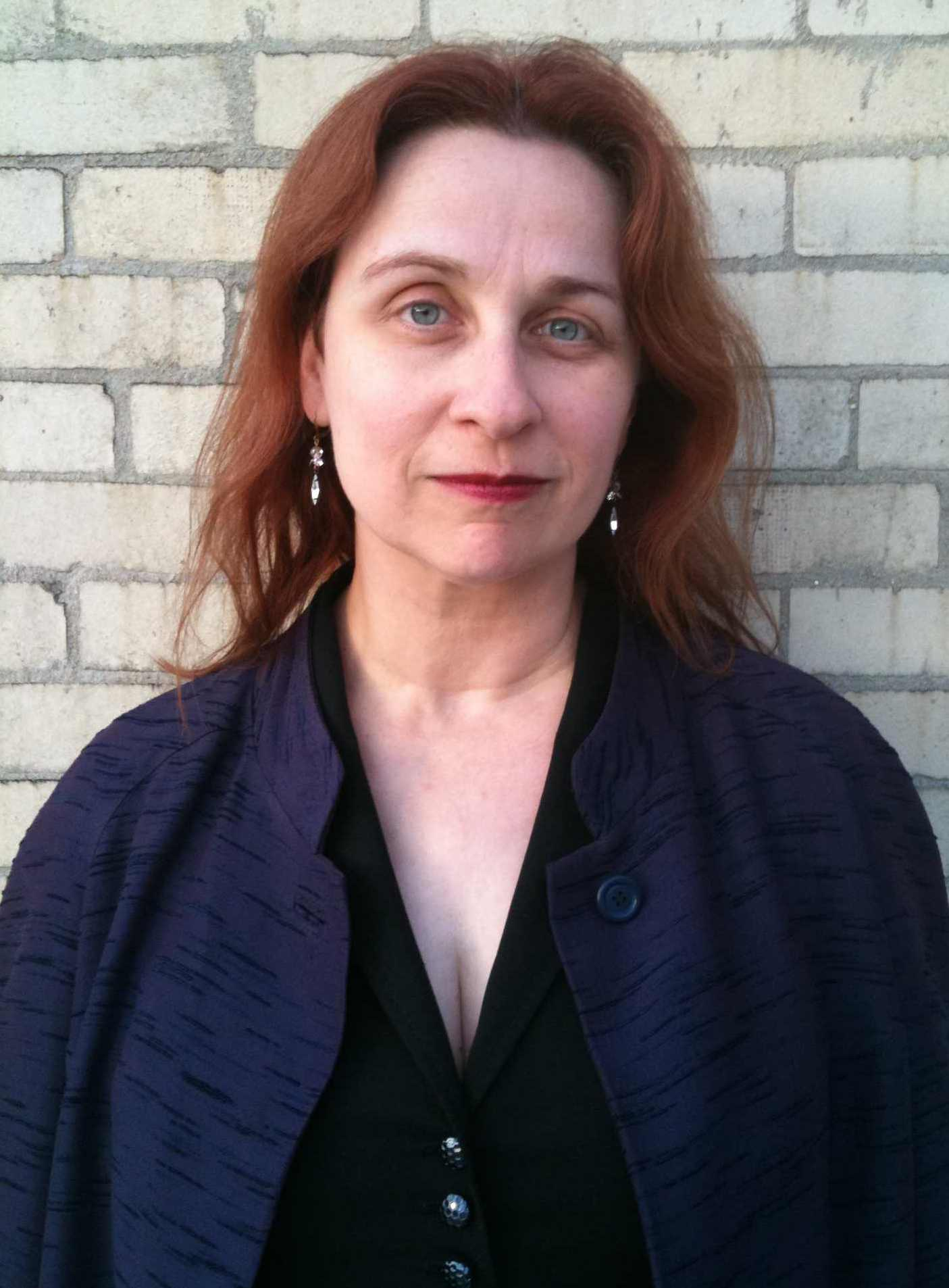
Одрі Ніффенеггер

- Лінда Наґата
- Віра Назарян[en]
- Велічка Настрадінова
- Кетрін Невілл [en]
- Ніна Ненова
- Едіт Несбіт
- Анна Нєзнай
- Одрі Ніффенеггер
- Юлія Новакова
- Наталія Новаш
- Наомі Новик
- Андре Нортон
- Крістін Нестлінґер

## О
- Рейвен Оак[en]
- Лідія Обухова
- Норіко Оґівара
- Софі Одуїн-Маміконіан[en]
- Єй Теодора Озакі
- Гелен Оєємі
- Сильвіна Окампо
- Ннеді Окорафор
- Наталія Околітенко
- Малька Олдер[en]
- Лін Олівер[en]
- Лорен Олівер
- Маргарет Оліфант[en]
- Ірина Олов'яна[ru]
- Кеті Олшен[en]
- Фуюмі Оно
- Ольга Онойко[ru]
- Ребекка Ор[en]
- Кейт Ормен[en]
- Ольга Орозко[es]
- Ельфіра Орфі
- Ліна Остапенко
- Марія Алісія Оуен[en]
- Маріко Охара

## П
- Олександра Павелкова
- Галина Пагутяк
- Сьюзен Палвік[en]
- Дрю Пальясотті[en]
- Ада Палмер[en]
- Северна Пак[en]
- Паола Паллотіні
- Кетрін Патерсон
- Фіона Паттон[en]
- Ґудрун Паузеванг
- Ада Марія Пеллакані[it]
- Франсін Пеллетьє[en]
- Жозефін Пеннікотт
- Лорі Пенні[en]
- Люцина Пенцяк
- Марлен Перес[en]
- Леслі Перрі[en]
- Сера Перрі[en]
- Маріша Пессл[en]
- Джессі Петерсен
- Людмила Петрушевська
- Саллі Анн Піпі
- Тамора Пірс
- Мередіт Енн Пірс[en]
- Мадж Пірс
- Мередіт Енн Пірс[en]
- Тамора Пірс
- Алехандра Піцарнік
- Доріс Пісерчіа
- Бьянка Піцорно[it]
- Яна Плаухова
- Рейчел Поллак[en]
- Емма Попик
- Ірина Потаніна
- Шері Пріст

## Р

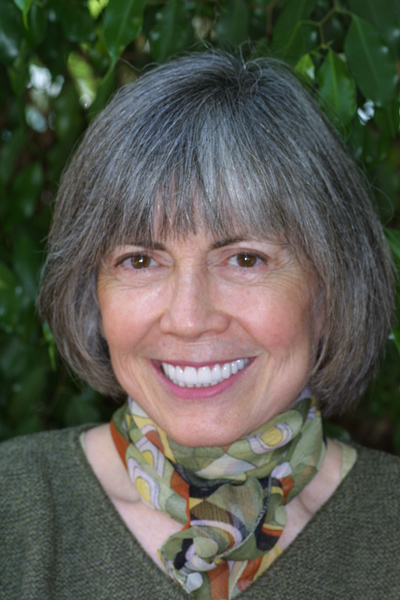
Енн Райс

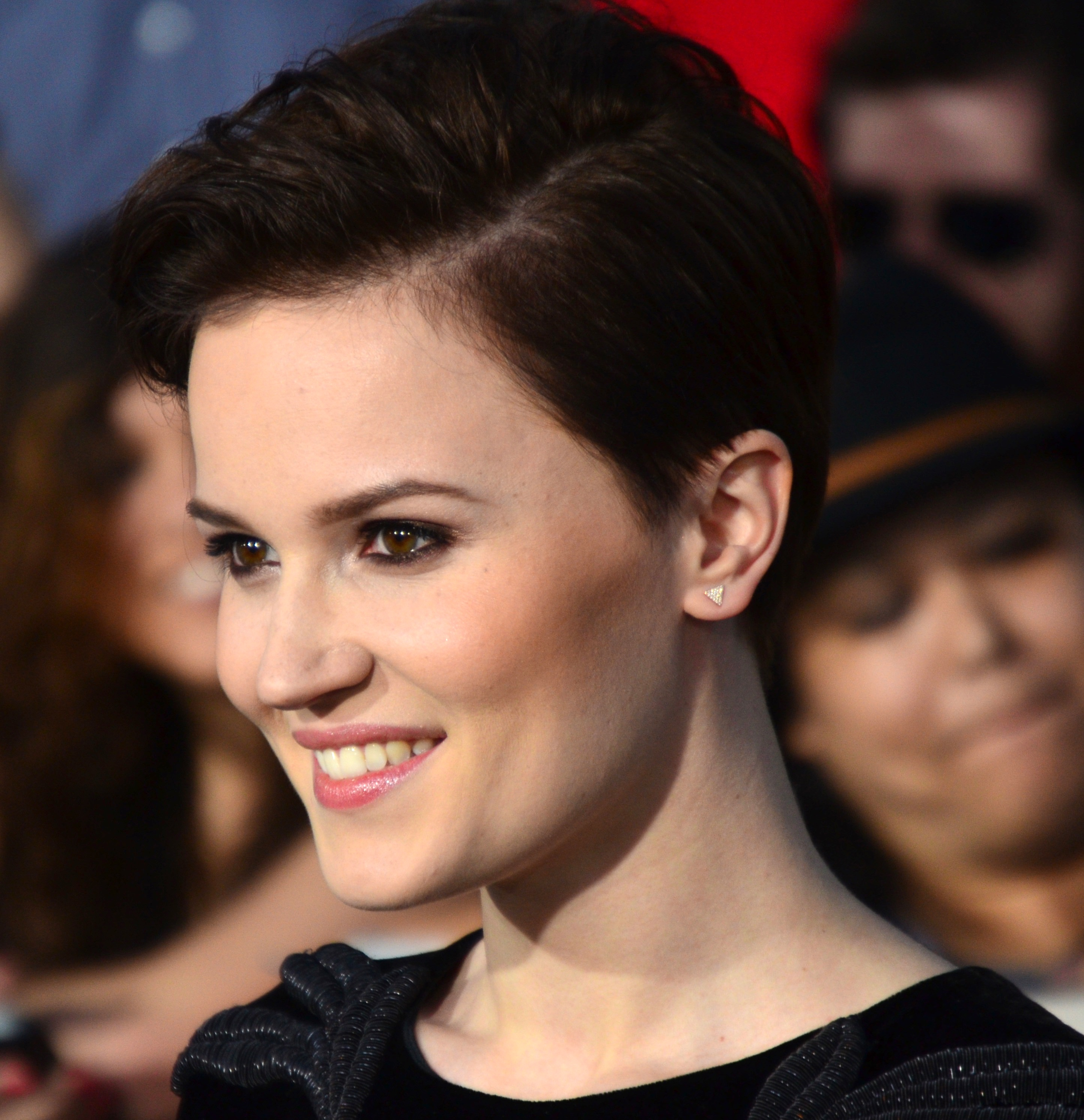
Вероніка Рос

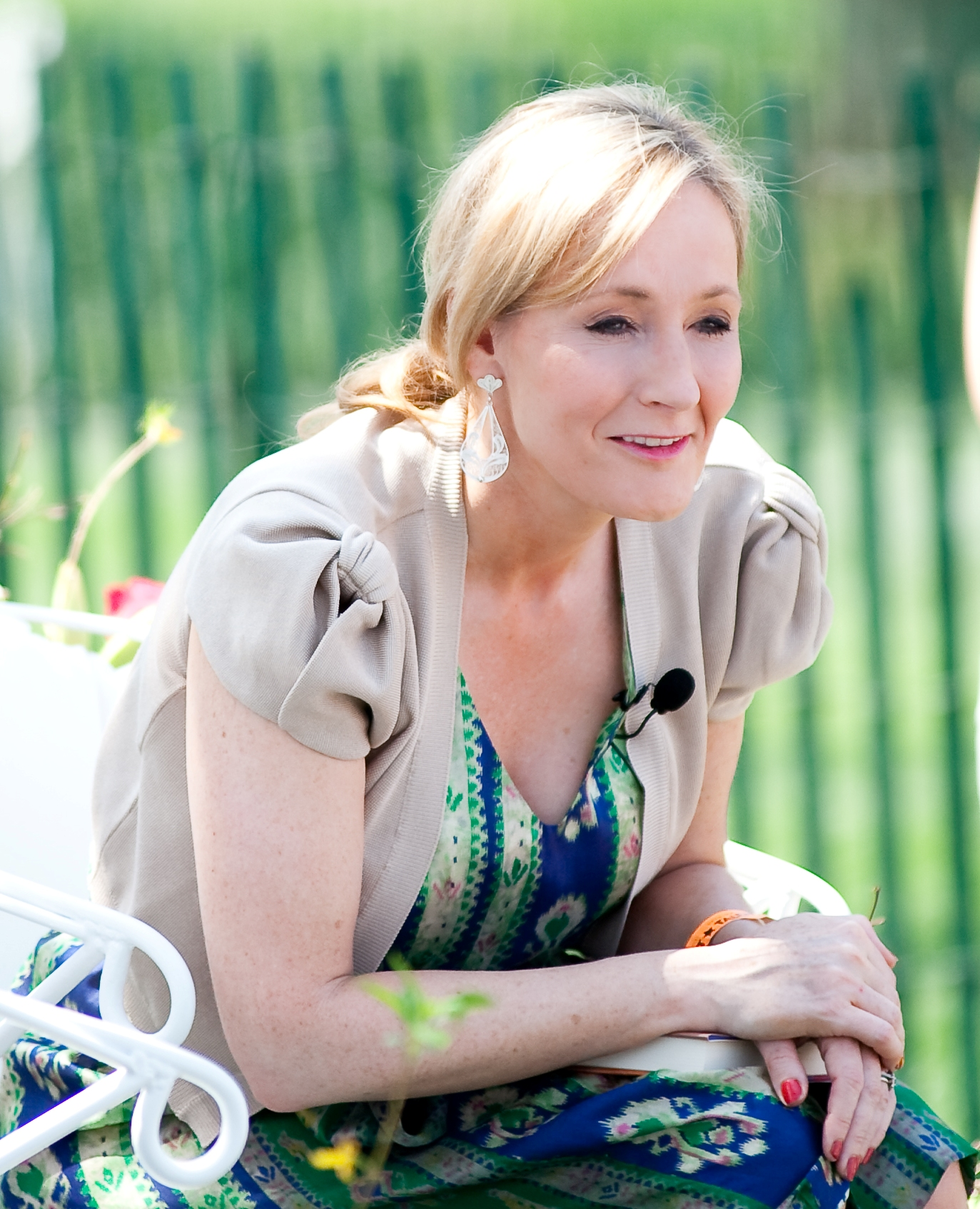
Джоан К. Роулінг

- Енн Райс
- Бетті Рен Райт
- Барбара Райт
- Петриція Райтсон[en]
- Берта Рак[en]
- Ніка Ракітіна
- Джоанна Расс
- Керен Рассел
- Мері Доріа Расселл
- Крістін Кетрін Раш
- Гелью Ребане
- Енн Редкліфф
- Лаура Резник[en]
- Крістін Ренар[fr]
- Айн Ренд
- Марта Рендолл
- Яна Речкова[cs]
- Кіт Рід
- Мері Рікерт[en]
- Анна Рінонаполі[hu]
- Дженіфер Роберсон[en]
- Джинні Робінсон
- Джоан Ґ. Робінсон
- Джастіна Робсон[en]
- Мері Роджерс
- Мерс Родореда
- Роза Роза
- Мері Розенблум
- Вероніка Рос
- Кристіна Пері Россі
- Мікаела Росснер[en]
- Джоан Роулін
- Мелані Роун[en]
- Естер Рошон
- Джейн Рутлі[en]
- Марія Ряполова

## С
- Мішель Сагара[en]
- Пемела Саджент[en]
- Сідні Дж. ван Сайок[en]
- Кііні Ібура Салаам
- Н. А. Салвей[en]
- Магдалена Салік
- Тріша Салліван[en]
- Софія Саматар
- Маргіт Сандему
- Рейчел Свірськи[en]
- Керол Северанс[en]
- Марія Семенова
- Емілі Сент-Джон Мандел
- Маргарет Сент-Клер
- Марія Сепеш
- Катерина Седія
- Кріста Силф[en]
- Людмила Синицина
- Вандана Сінг
- Наліні Сінг[en]
- Йоганна Сінісало[en]
- Елізабет Енн Скарборо[en]}
- Мелісса Скотт
- Джоан Слончевськи
- Ліза Смедмен
- Енн Еліза Сміт[en]
- Крістін Сміт[en]
- Шервуд Сміт[en]
- Марія Снайдер[en]
- Мелінда Снодґрасс[en]
- Марина Соколян
- Алла Конова[ru]
- Марсела Сола[es]
- Джессіка Аманда Солмонсон[en]
- Марта Соукуп[en]
- Вен Спенсер[en]
- Бенджанун Срідуангкаєв
- Меггі Стівотер
- Красимира Стоєва
- Мері Стюарт
- Джудіт Сульзберґер

## Т
- Кеті Тайрс[en]
- Джудіт Тарр[en]
- Лайза Таттл[en]
- Сабаа Тахір
- Лейні Тейлор
- Л. А. Тейлор
- Дорота Тераковська
- Мелані Тем[en]
- Дороті Теннін
- Шері С. Теппер
- Мері Терзіллоу[en]
- Наталія Тисовська
- Лоїс Тілтон
- Джеймс Тіптрі-молодший
- Кейт Тірнан[en]
- Ліція Тройсі[en]
- Тетяна Толстая
- Емі Томсон[en]
- Пемела Треверс
- Карен Тревісс
- Флора Трістан[en]
- Далія Трускіновська
- Меган Вейлен Тьорнер
- Елізабет Тюдор

## У
- Дубравка Угрешич
- Саюрі Уеда[en]

## Ф

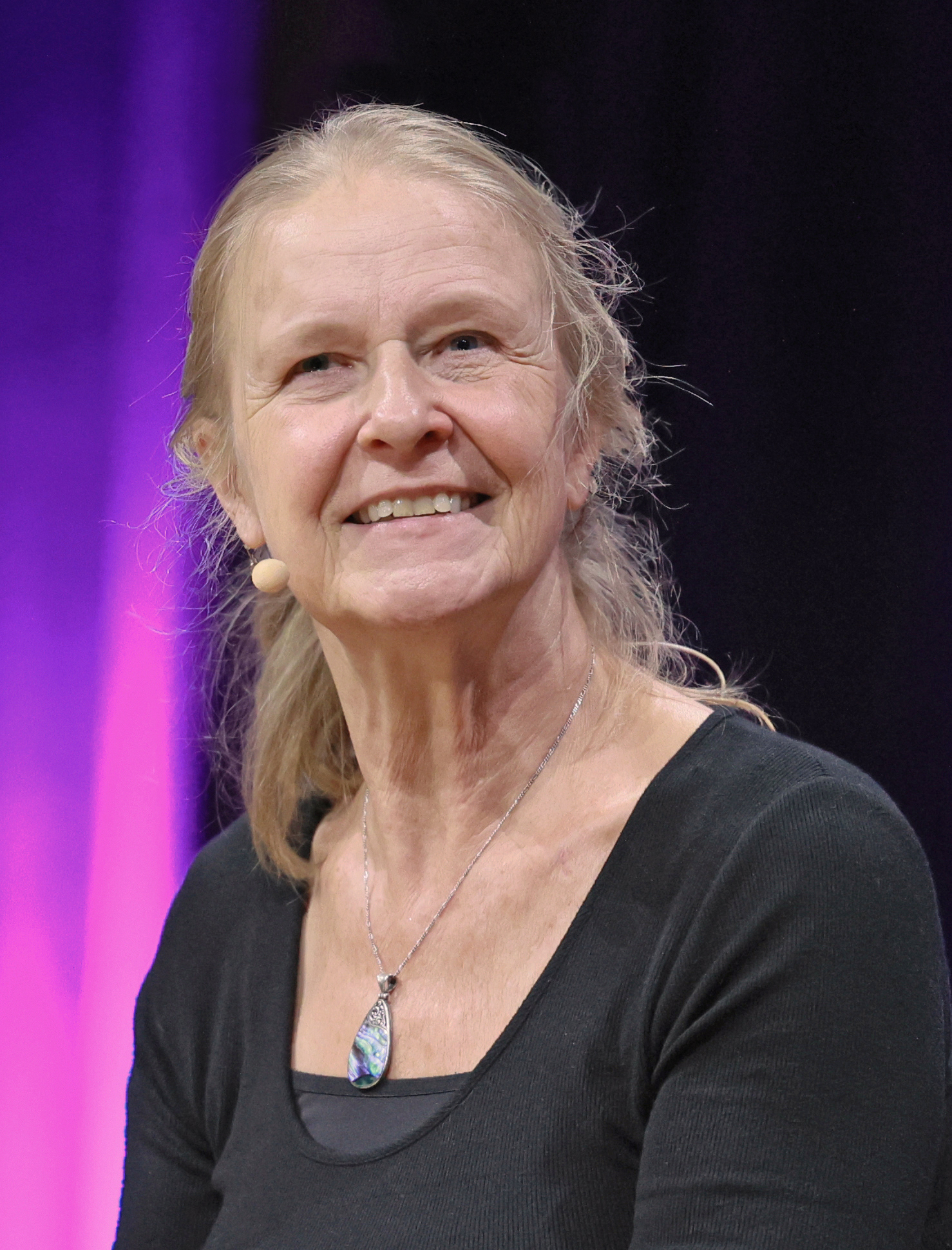
Корнелія Функе

- Карен Джой Фаулер
- Росаріо Ферре
- Урсула Флаґ
- Хоа Фам[en]
- Елізабет Фама[en]
- Ненсі Фармер[en]
- Синтія Феліче[en]
- Зої Фербенкс[en]
- Домініка Феттепллейс
- Ендрія Філліпс[en]
- Гелен Філліпс[en]
- Голлі Філліпс
- Джулі Філліпс[en]
- Марі Філліпс[en]
- Шейла Фінч[en]
- Лінн Флевеллін
- Фенні Флегг
- Кая Фольйо[en]
- Міріем де Форд
- Діон Фортьюн[en]
- Юджи Фостер[en]
- Кароліна Франкова[cs]
- Герміна Франкова[cs]
- Людмила Фрейова
- Ґертруда Фрідберґ
- Естер М. Фріснер[en]
- Корнелія Функе
- Меггі Фьюрі[en]

## Х
- Дороті Хаас
- Людмила Хаєцька[ru]
- Ельжбета Херезінська

## Ц
- Урсула Цайч[de]
- Міці Церето[en]
- Юлі Це

## Ч

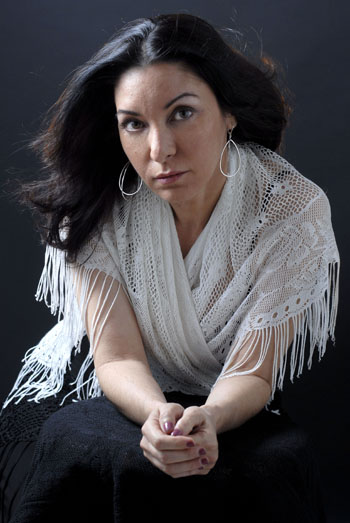
Даїна Чав'яно

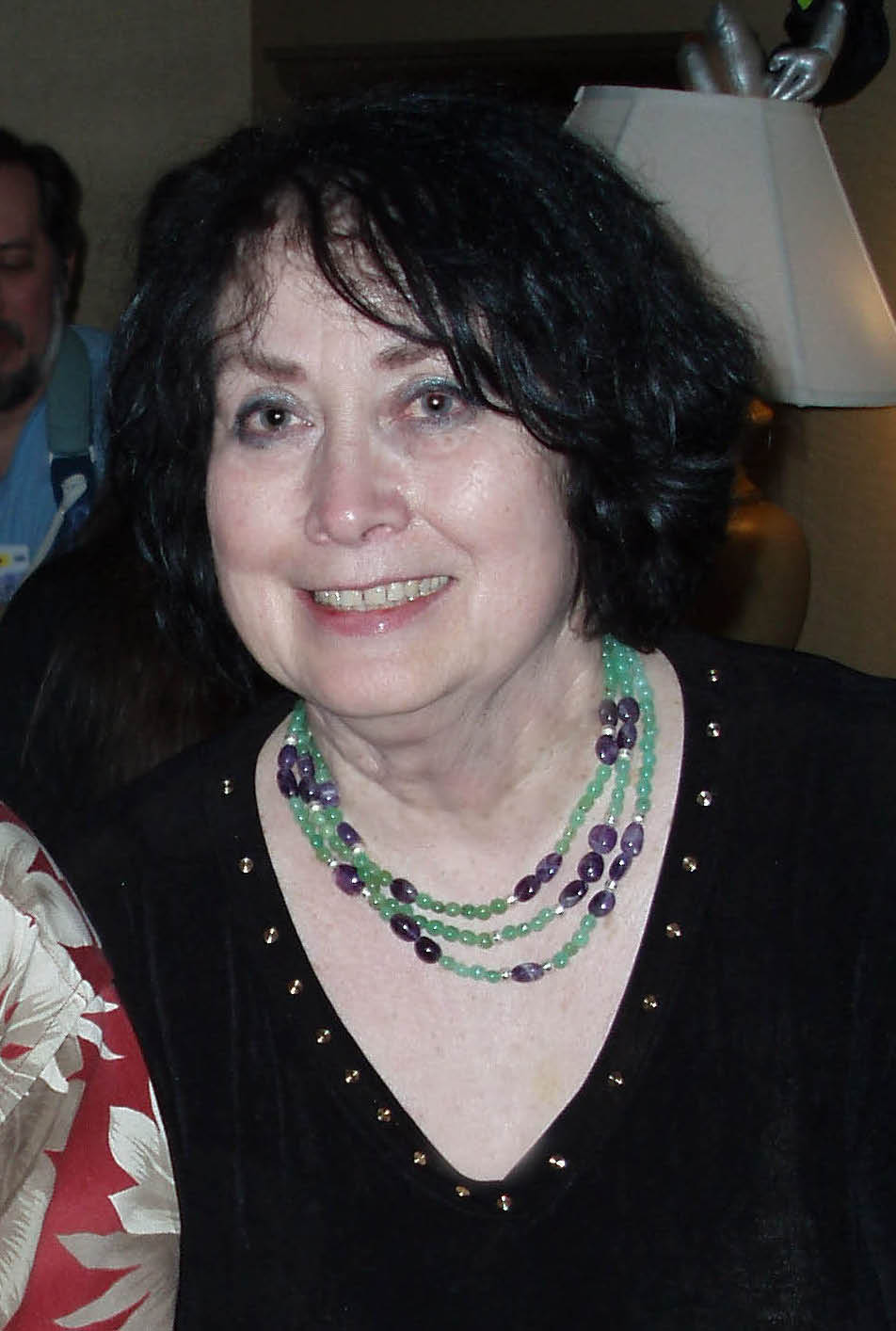
Керолайн Черрі

- Даїна Чав'яно
- Сюзі Маккі Чарнас
- Рімі Чаттерджи
- Саллі Чейвз[en]
- Карен Ченс[en]
- Джой Чент[en]
- Вера Чепмен
- Джулі Чернеда[en]
- Керолайн Черрі
- Дебора Честер[en]
- Ольга Чигиринська
- Зен Чо
- Янґце Чу
- Рут Чью

## Ш
- Сьюзен Шварц[en]
- Май Шевалль
- Стефені Шейвер[en]
- Мері Шеллі
- Делія Шермен
- Жозефа Шермен[en]
- Шерон Шинн[en]
- Вільма Х. Ширас
- Ганна Луїза Ширер[en]
- Нісі Шоул[en]
- Алісія Штаймберг
- Ангела Штайнмюллер
- Меггі Штівотер
- Ана Марія Шуа

## Ю
- Е. Лілі Ю[en]
- Марлі Юменс[en]
- Маргеріт Юрсенар
- Лідія Юхнавич[en]

## Я

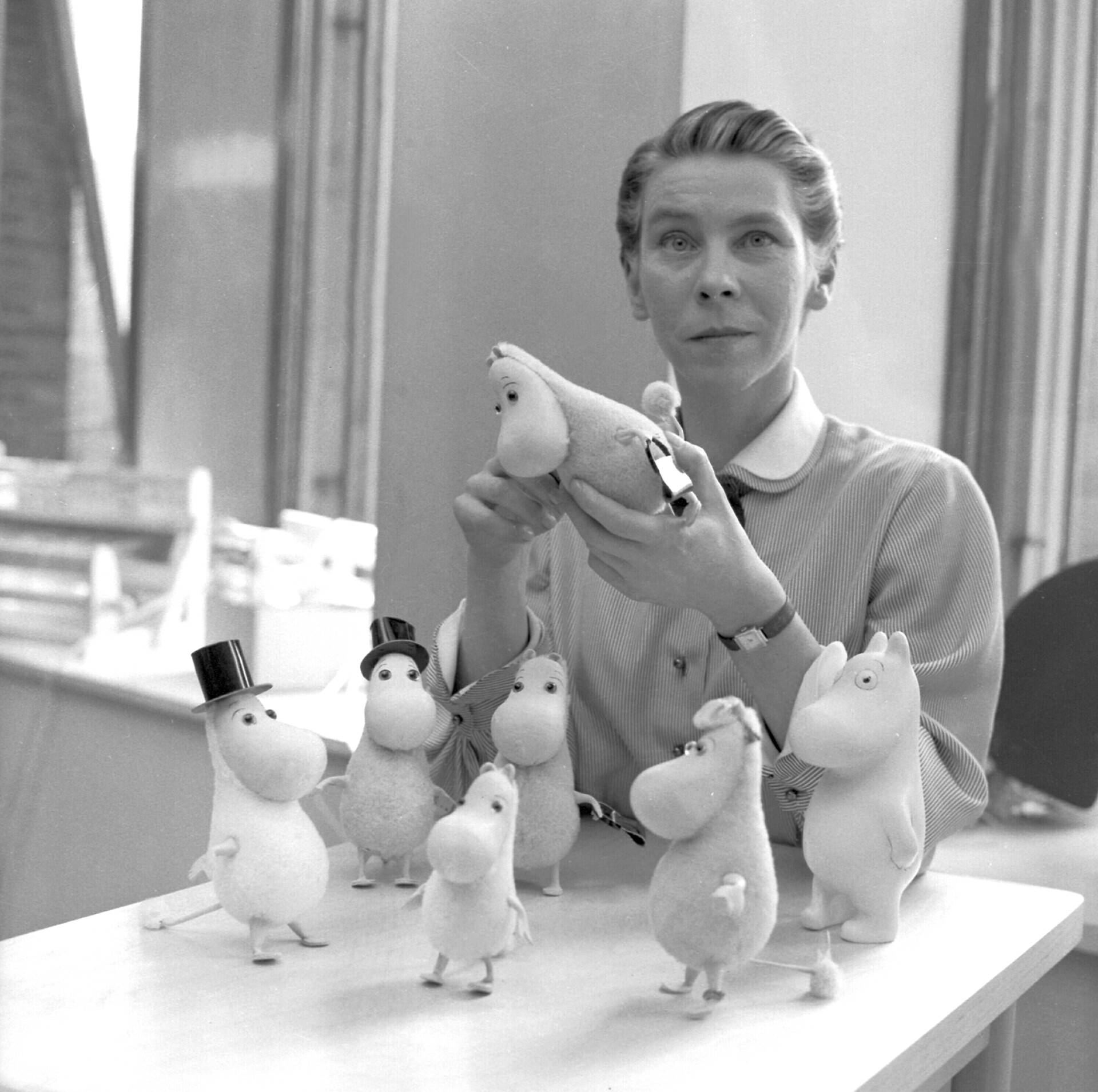
Туве Янссон

- Янґце Чу
- Ханя Янагіхара
- Барбара Янґ[en]
- Дж. Янґ
- Елла Янґ[en]
- Мойра Янґ[en]
- Ліза Яшек
- Туве Янссон
- Челсі Квін Ярбро